# Jindřich Staněk
Jindřich Staněk (ur. 27 kwietnia 1996 w Strakonicach) – czeski piłkarz występujący na pozycji bramkarza w czeskim klubie Slavia Praga oraz reprezentacji Czech.